# Emil Speidel
Karl Emil Speidel (* 28. Januar 1859 in Oberndorf am Neckar; † 23. Dezember 1938 in Stuttgart) war ein deutscher Forstwissenschaftler.

## Leben
Emil Speidel war der Sohn des Oberamtsrichters und Präsidenten des Staatsgerichtshofes Wilhelm von Speidel (1824–1893) und dessen Ehefrau Julie von Alberti.
Speidel studierte von 1877 bis 1878 Forstwissenschaften, Mathematik und Rechtswissenschaften an der Universität Tübingen. Im Anschluss folgte vom Wintersemester 1878/1879 bis zum Sommersemester 1880 das Forststudium an der Land- und Forstwirtschaftlichen Akademie in Hohenheim, das er für ein Studiensemester an der forstlichen Abteilung der Königlich Bayerischen Technischen Hochschule München im Wintersemester 1879/1880 unterbrach. Nach den beiden Staatsforstdienstprüfungen promovierte er im Dezember 1886 mit dem Thema Ertrags-Untersuchungen in Forchenbeständen Württembergs bei Carl Julius Tuisko von Lorey, bei dem er 1898 auch habilitierte.
Er war Oberforstrat in der württembergischen Forstdirektion in Stuttgart und stellvertretender Präsident der Königlich-Württembergischen Forstdirektion in Stuttgart. Er lehrte ab 1889 als Privatdozent die Fächer Forstvermessung und Holzmesskunde und war ab 1891 außerordentlicher Professor an der Universität Tübingen. Einem Eintrag in der Zeitschrift für Württembergische Landesgeschichte aus dem Jahr 1939 nach lehrte er auch in Hohenheim. 1902 wurde er zum Forstrat und Kollegialmitglied der Forstabteilung der Königlich Württembergischen Forstdirektion befördert. Den Lehrauftrag in Tübingen musste er dafür aufgeben.
Aus der Ehe mit Amalie „Mali“ von Klipstein gingen Wilhelm Speidel (1895–1970), Hans Speidel (1897–1984) und eine Tochter hervor. Beide Söhne wurden Generäle; Hans war bis zu seiner Pensionierung auch ein ranghoher Bundeswehr-Offizier.

Speidels Familienbuch befindet sich in der Abteilung Hauptstaatsarchiv Stuttgart des Landesarchivs Baden-Württemberg.
Emil Speidel starb nach kurzer Krankheit im Alter von 79 Jahren.

## Veröffentlichungen (Auswahl)
- Ertrags-Untersuchungen in Forchenbeständen Württembergs. [Diss.] G. Otto’s Hof-Buchdr., 1886.
- Waldbauliche Forschungen in württembergischen Fichtenbeständen mit Beiträgen zur Wirtschaftsgeschichte, Zuwachs- und Durchforstungslehre. Heinrich Laupp, Tübingen 1889.
- Beiträge zu den Wuchsgesetzen des Hochwaldes und zur Durchforstungslehre. Heinrich Laupp, Tübingen 1893.
- Forsteinrichtung und Reservebildung mit besonderer Beziehung auf die württembergischen Staatsforste. Paul Parey, Berlin 1910.